# Бабурян, Аветик Григорьевич
Аветик Григорьевич Бабурян — советский политический деятель, депутат
Верховного Совета СССР 1-го созыва (1938—1946).

## Биография

### Политическая деятельность
Был избран депутатом Верховного Совета СССР 1-го созыва от Армянской ССР в
Совет Национальностей в результате выборов 12 декабря 1937 года.